# Giustina Valiani
Giustina Valiani (XV secolo – XVI secolo) è stata una tipografa italiana, attiva a Milano dal 1477 a data non conosciuta.

## Biografia e Attività
Non si hanno molte informazioni inerenti alla vita di Giustina Valiani. Proveniente da una famiglia di mercanti di tessuti, il padre era Gaspare Valiani mentre la madre non è conosciuta. Sposò l'editore e libraio milanese Marco Roma (1429-1477), figlio di Cedrone e Giovanna Merosi da Vimercate, e con lui ebbe tre figli Lucrezia, Faustina e Cedro. L'unione familiare consentì anche di mettere in contatto il mondo tipografico e quello tessile. La morte del Roma, avvenuta il 17 dicembre 1477, portò ad un cambio nella gestione degli affari di famiglia: nel testamento il figlio Cedro fu dichiarato erede universale e la moglie usufruttaria qualora avesse accettato la condizione vedovile, in caso contrario avrebbe avuto una dote. Giustina Valiani ereditò quindi l'attività tipografica dal marito, entrò in accordi con lo stampatore Filippo Cavagni da Lavagna. Scarse sono le informazioni sulla sua attività e sulle edizioni, certo è che dai mesi successivi alla morte del marito fu attiva nel mercato tipografico milanese.
Infatti, il 26 gennaio 1478 versa 63 ducati d'oro e 74 lire imperiali ad Antonio Zarotto, con il quale il marito aveva dato vita ad una società tipografica nel maggio dell'anno precedente, per coprire le spese d'affitto della sede di tale attività.
Il 14 febbraio 1478 estingue anche il debito di 100 lire e 6 soldi imperiali che il Roma aveva con Filippo Cavagni da Lavagna per la stampa di 208 copie della Decadi di Tito Livio. La presenza di alcune opere invedute in possesso della Valiani portarono ad un nuovo accordo con il Cavagni: quest'ultimo fu esentato dal pagamenti della pena prevista per aver stampato le Epistule di Cicerone, già possedute da  Marco Roma, e si impegnò a non stampare alcune opere fino al mese di maggio dello stesso anno, se il numero di copie posseduto da Giustina Valiani fosse stato superiore alle 40.
Ambrogio Griffi, medico ducale e protonatario apostolico, aiutò la Valiani a rientare in possesso delle 16 copie del De Anima aristotelico di Apollinare Offredi da Cremona che Ambrogio Simone Roffini, agente di Ferrara, deteneva senza averle pagate. Ambrogio Valiani versò per conto della sorella 414 lire al Griffi come saldo per l'acquisto di diversi libri avvenuto nel maggio del 1477.
Nel 1502 iniziò una collaborazione con Margherita Ferrari che era subentrata al marito, Filippo Cavagni, in difficoltà finanziaria per dispensia regia.
Di seguito si riporta breve albero genealogico di Giustina Valiani e del marito Marco Roma
|  |  | CEDRONE | CEDRONE | CEDRONE  | CEDRONE  | CEDRONE  | CEDRONE  |          |          |                      |                      |                      |                      | GIOVANNA MEROSI da Vimercate | GIOVANNA MEROSI da Vimercate | GIOVANNA MEROSI da Vimercate | GIOVANNA MEROSI da Vimercate | GIOVANNA MEROSI da Vimercate | GIOVANNA MEROSI da Vimercate |          |          |          |          | GASPARE  | GASPARE  | GASPARE | GASPARE | GASPARE          | GASPARE          |                  |                  |                  |                  |  |  | ? | ? | ? | ? | ? | ? |  |  |  |  |  |  |  |  |  |  |  |  |  |  |  |  |  |  |  |  |  |  |  |  |  |  |  |  |  |  |
|  |  | CEDRONE | CEDRONE | CEDRONE  | CEDRONE  | CEDRONE  | CEDRONE  |          |          |                      |                      |                      |                      | GIOVANNA MEROSI da Vimercate | GIOVANNA MEROSI da Vimercate | GIOVANNA MEROSI da Vimercate | GIOVANNA MEROSI da Vimercate | GIOVANNA MEROSI da Vimercate | GIOVANNA MEROSI da Vimercate |          |          |          |          | GASPARE  | GASPARE  | GASPARE | GASPARE | GASPARE          | GASPARE          |                  |                  |                  |                  |  |  | ? | ? | ? | ? | ? | ? |  |  |  |  |  |  |  |  |  |  |  |  |  |  |  |  |  |  |  |  |  |  |  |  |  |  |  |  |  |  |
|  |  |         |         |          |          |          |          |          |          |                      |                      |                      |                      |                              |                              |                              |                              |                              |                              |          |          |          |          |          |          |         |         |                  |                  |                  |                  |                  |                  |  |  |   |   |   |   |   |   |  |  |  |  |  |  |  |  |  |  |  |  |  |  |  |  |  |  |  |  |  |  |  |  |  |  |  |  |  |  |
|  |  |         |         |          |          |          |          |          |          | MARCO ROMA 1429-1477 | MARCO ROMA 1429-1477 | MARCO ROMA 1429-1477 | MARCO ROMA 1429-1477 | MARCO ROMA 1429-1477         | MARCO ROMA 1429-1477         |                              |                              |                              |                              |          |          |          |          |          |          |         |         | GIUSTINA VALIANI | GIUSTINA VALIANI | GIUSTINA VALIANI | GIUSTINA VALIANI | GIUSTINA VALIANI | GIUSTINA VALIANI |  |  |   |   |   |   |   |   |  |  |  |  |  |  |  |  |  |  |  |  |  |  |  |  |  |  |  |  |  |  |  |  |  |  |  |  |  |  |
|  |  |         |         |          |          |          |          |          |          | MARCO ROMA 1429-1477 | MARCO ROMA 1429-1477 | MARCO ROMA 1429-1477 | MARCO ROMA 1429-1477 | MARCO ROMA 1429-1477         | MARCO ROMA 1429-1477         |                              |                              |                              |                              |          |          |          |          |          |          |         |         | GIUSTINA VALIANI | GIUSTINA VALIANI | GIUSTINA VALIANI | GIUSTINA VALIANI | GIUSTINA VALIANI | GIUSTINA VALIANI |  |  |   |   |   |   |   |   |  |  |  |  |  |  |  |  |  |  |  |  |  |  |  |  |  |  |  |  |  |  |  |  |  |  |  |  |  |  |
|  |  |         |         |          |          |          |          |          |          |                      |                      |                      |                      |                              |                              |                              |                              |                              |                              |          |          |          |          |          |          |         |         |                  |                  |                  |                  |                  |                  |  |  |   |   |   |   |   |   |  |  |  |  |  |  |  |  |  |  |  |  |  |  |  |  |  |  |  |  |  |  |  |  |  |  |  |  |  |  |
|  |  |         |         |          |          |          |          |          |          |                      |                      |                      |                      |                              |                              |                              |                              |                              |                              |          |          |          |          |          |          |         |         |                  |                  |                  |                  |                  |                  |  |  |   |   |   |   |   |   |  |  |  |  |  |  |  |  |  |  |  |  |  |  |  |  |  |  |  |  |  |  |  |  |  |  |  |  |  |  |
|  |  |         |         | GIUSTINA | GIUSTINA | GIUSTINA | GIUSTINA | GIUSTINA | GIUSTINA |                      |                      | CEDRO                | CEDRO                | CEDRO                        | CEDRO                        | CEDRO                        | CEDRO                        |                              |                              | LUCREZIA | LUCREZIA | LUCREZIA | LUCREZIA | LUCREZIA | LUCREZIA |         |         |                  |                  |                  |                  |                  |                  |  |  |   |   |   |   |   |   |  |  |  |  |  |  |  |  |  |  |  |  |  |  |  |  |  |  |  |  |  |  |  |  |  |  |  |  |  |  |

## Edizioni
Attualmente non sono state trovate edizioni direttamente imputabili a Giustina Valiani. Tuttavia sono stati censiti due documenti successivi alla morte di Marco Roma che fanno ipotizzare che la Valiani utilizzasse il nome del marito. Nel 1478 Antonio Zarotto porta in stampa il Missale Romanum e Filippo da Lavagna le Decadi di Tito Livio, anno in cui la Valiani aveva appena rilevato l'attività tipografica.
- 1478 Filippo da Lavagna, Livius Titus Historiae Romanae decades. Ed: Johannes Andreas, bishop of Aleria, ISTC il00240000. https://data.cerl.org/istc/il00240000?style=expanded
- 17 gennaio 1478 Antonio Zarotto, Missale Romanum, ISTC im00689300. https://data.cerl.org/istc/im00689300